# 香港立法機關補選列表
香港立法會及前身之立法局和臨時立法會曾於各選舉之間舉辦不同選區或界別之補選，以填補上次選舉產生議員因不同原因離任之空缺。以下列表為自立法局於1985年起舉辦首次全民選舉後，所有補選之統合資料。

## 立法會補選（1998－）
| 選舉日期                  | 補選                                 | 原任議員 | 政治聯繫 | 政治聯繫     | 新任議員 | 政治聯繫 | 政治聯繫     | 離任原因                                         | 議席出缺日期                                                                             |
| 2022年12月18日            | 選舉委員會                           | 林智遠   |          | 獨立建制派   | 尚海龍   |          | 獨立建制派   | 因出任第六屆政府的審計署署長而自行辭職           | 2022年6月19日                                                                            |
| 2022年12月18日            | 選舉委員會                           | 孫東     |          | 獨立建制派   | 黃錦輝   |          | 獨立建制派   | 因出任第六屆政府的創新科技及工業局局長而自行辭職 | 2022年6月19日                                                                            |
| 2022年12月18日            | 選舉委員會                           | 麥美娟   |          | 工聯會       | 何敬康   |          | 新民黨       | 因出任第六屆政府的民政及青年事務局局長而自行辭職 | 2022年6月19日                                                                            |
| 2022年12月18日            | 選舉委員會                           | 張國鈞   |          | 民建聯       | 陳永光   |          | 民建聯       | 因出任第六屆政府的律政司副司長而自行辭職         | 2022年6月19日                                                                            |
| 2018年11月25日            | 九龍西地方選區                       | 劉小麗   |          | 工黨         | 陳凱欣   |          | 獨立建制派   | 因被法庭裁定宣誓無效而被取消議員資格。           | 法庭於2017年7月14日作出裁決 (2018年5月29日宣佈撤回上訴)， 宣布議席自2016年10月12日起出缺 |
| 2018年3月11日             | 建築、測量、都市規劃及園境界功能界別 | 姚松炎   |          | 城鄉共生連線 | 謝偉銓   |          | 獨立建制派   | 因被法庭裁定宣誓無效而被取消議員資格。           | 法庭於2017年7月14日作出裁決， 宣布議席自2016年10月12日起出缺                             |
| 2018年3月11日             | 香港島地方選區                       | 羅冠聰   |          | 香港眾志     | 區諾軒   |          | 獨立民主派   | 因被法庭裁定宣誓無效而被取消議員資格。           | 法庭於2017年7月14日作出裁決， 宣布議席自2016年10月12日起出缺                             |
| 2018年3月11日             | 九龍西地方選區                       | 游蕙禎   |          | 青年新政     | 鄭泳舜   |          | 民建聯       | 因被法庭裁定宣誓無效而被取消議員資格。           | 法庭於2016年11月15日作出裁決，宣布議席自2016年10月12日起出缺                             |
| 2018年3月11日             | 新界東地方選區                       | 梁頌恆   |          | 青年新政     | 范國威   |          | 新民主同盟   | 因被法庭裁定宣誓無效而被取消議員資格。           | 法庭於2016年11月15日作出裁決，宣布議席自2016年10月12日起出缺                             |
| 2016年2月28日             | 新界東地方選區                       | 湯家驊   |          | 民主思路     | 楊岳橋   |          | 公民黨       | 私人理由辭職。                                   | 2016年10月1日                                                                            |
| 2010年5月16日             | 香港島地方選區                       | 陳淑莊   |          | 公民黨       | 陳淑莊   |          | 公民黨       | 辭職，舉行變相公投。                             | 2010年1月29日                                                                            |
| 2010年5月16日             | 九龍西地方選區                       | 黃毓民   |          | 社會民主連線 | 黃毓民   |          | 社會民主連線 | 辭職，舉行變相公投。                             | 2010年1月29日                                                                            |
| 2010年5月16日             | 九龍東地方選區                       | 梁家傑   |          | 公民黨       | 梁家傑   |          | 公民黨       | 辭職，舉行變相公投。                             | 2010年1月29日                                                                            |
| 2010年5月16日             | 新界西地方選區                       | 陳偉業   |          | 社會民主連線 | 陳偉業   |          | 社會民主連線 | 辭職，舉行變相公投。                             | 2010年1月29日                                                                            |
| 2010年5月16日             | 新界東地方選區                       | 梁國雄   |          | 社會民主連線 | 梁國雄   |          | 社會民主連線 | 辭職，舉行變相公投。                             | 2010年1月29日                                                                            |
| 2007年12月2日             | 香港島地方選區                       | 馬力     |          | 民建聯       | 陳方安生 |          | 獨立民主派   | 因癌症逝世。                                     | 2007年8月9日                                                                             |
| 2001年9月16日             | 選舉委員會                           | 吳清輝   |          | 新世紀論壇   | 馬逢國   |          | 新世紀論壇   | 因出任香港浸會大學校長而辭職。                   | 2001年7月15日                                                                            |
| 2000年12月10日            | 香港島地方選區                       | 程介南   |          | 民建聯       | 余若薇   |          | 獨立民主派   | 因被揭發貪污而放棄就任。                         | 當選後(2000年9月11日)隨即放棄議席                                                        |
| 1998年10月29日            | 區域市政局功能界別                   | 鄧兆棠   |          | 港進聯       | 鄧兆棠   |          | 港進聯       | 因部分選票出現問題被法庭裁定當選無效。           | 1998年9月4日                                                                             |
| 1998年10月16日 (自動當選) | 金融服務界功能界別                   | 詹培忠   |          | 獨立建制派   | 馮志堅   |          | 港進聯       | 因偽造文件罪名成立而被彈劾。                     | 1998年9月9日                                                                             |

### 出現議席空缺但沒有舉行補選情況
根據《立法會條例》第36(2)(a)條，填補立法會議席空缺的補選不得在立法會現屆任期結束前的4個月內舉行。如選管會預計籌備補選時間超出規定，或議席空缺出現在來屆選舉提名期間發生，亦不舉行補選。此外，若出現爆發傳染病情況，政府亦會基於公共衛生風險而不安排補選。
- 張永森因市政局被解散，於1999年12月31日自行辭去市政局功能界別議員職務以示抗議。由於辭職於2000年立法會選舉提名期前半年前內發生，因此沒有補選。
- 陳茂波因出任發展局局長，於2012年7月28日自行辭去會計界功能界別議員職務。由於辭職於2012年立法會選舉提名期間發生，因此沒有補選。
- 早前被裁定非妥為當選的區諾軒和范國威，其上訴在2019年12月17日被終審法院拒批出許可，兩人分別即時喪失香港島及新界東地方選區立法會議員資格。[2][3]由於裁定當選無效於2020年立法會換屆選舉提名期前半年內發生，因此沒有補選。[1]
- 截至2020年5月31日，終審法院仍未就梁國雄宣誓案上訴作出任何裁決。超出《立法會條例》規定，補選需第六屆立法會任期原定結束前的四個月前（即2020年5月31日或之前）舉行。[1]故此，即使終審法院將來就案件作出裁決，其所持的新界東地方選區議席亦不會舉行補選。
- 何啟明獲政府委任為勞工及福利局副局長，於2020年6月1日履新，上任當天辭去勞工界功能界別議員職位。由於辭職於2020年立法會換屆選舉提名期前半年前內發生，因此沒有補選。
- 早前被裁定非妥為當選的陳凱欣，其上訴於2020年9月18日遭香港終審法院拒絕，陳凱欣即時失去九龍西地方選區議席。政府基於2019冠狀病毒病的公共衛生風險而不安排補選。
- 陳志全、朱凱廸及陳淑莊於2020年9月30日後分別不再續任第六屆立法會新界東、新界西及香港島地方選區議員。政府基於2019冠狀病毒病的公共衛生風險而不安排補選。
- 特區政府2020年11月11日因應全國人大常委會的就關於香港立法會議員資格問題作出的「決定」，宣布楊岳橋、郭榮鏗、郭家麒及梁繼昌四人即時分別失去新界東地方選區、法律界功能界別、新界西地方選區及會計界功能界別議席。隨後，剩餘的15名泛民主派立法會議員宣佈集體總辭，並於11月12日遞交辭職申請，其中分別代表香港島及九龍西地方選區的許智峯及毛孟靜的辭職分別即時及翌日生效，而黃碧雲（九龍西）、胡志偉（九龍東）、尹兆堅（新界西）、林卓廷（新界東）、鄺俊宇（區議會第二）、涂謹申（區議會第二）、譚文豪（九龍東）、莫乃光（資訊科技界）、張超雄（新界東）、梁耀忠（區議會第二）、葉建源（教育界）、李國麟（衛生服務界）、邵家臻（社會福利界）的辭職於12月1日生效。政府基於2019冠狀病毒病的公共衛生風險而就上述議席空缺不安排補選。
- 2021年8月26日，政府宣佈由於鄭松泰被候選人資格審查委員會認定不符合擁護《基本法》、不符合效忠香港特別行政區的法定要求和條件，當日即時失去新界西地方選區議席。政府基於2019冠狀病毒病的公共衛生風險而不安排補選。
- 2022年12月27日，黃元山因出任特首政策組組長而辭任選舉委員會議員職務。惟相關議席懸空兩年後，政府仍未安排補選。

## 臨時立法會補選（1997－1998）
| 日期         | 補選       | 原任議員 | 政治聯繫 | 政治聯繫 | 新任議員 | 政治聯繫 | 政治聯繫 | 離任原因                                                                 |
| 1997年7月7日 | 推選委員會 | 譚惠珠   |          | 港進聯   | 蔡素玉   |          | 港進聯   | 因獲任命為全國人民代表大會常務委員會香港特別行政區基本法委員會委員辭職。 |

## 立法局補選（1985－1997）
| 日期          | 補選                   | 原任議員 | 政治聯繫 | 政治聯繫         | 新任議員 | 政治聯繫 | 政治聯繫         | 離任原因                                       |
| 1995年3月5日  | 九龍中地方選區         | 劉千石   |          | 香港民主同盟     | 李卓人   |          | 香港職工會聯盟   | 因抗議政府偏袒資方撤回「僱傭條例」草案而辭職。 |
| 1993年7月28日 | 區域市政局功能組別     | 梁錦濠   |          | 穩定香港協會     | 曹紹偉   |          | 香港自由民主聯會 | 因被控行賄買票罪成入獄而被取消議員資格。       |
| 1993年7月15日 | 工業界（第一）功能組別 | 張鑑泉   |          | 香港工商專業聯會 | 田北俊   |          | 香港工商專業聯會 | 因心臟病逝世。                                 |
| 1992年8月30日 | 新界西地方選區         | 吳明欽   |          | 匯點             | 鄧兆棠   |          | 港進聯           | 因癌症逝世。                                   |
| 1991年12月8日 | 新界西地方選區         | 戴展華   |          | 穩定香港協會     | 黃偉賢   |          | 匯點             | 因私人理由放棄議席。                           |
| 1986年6月5日  | 區域市政局功能組別     | 新增議席 | 新增議席 | 新增議席         | 劉皇發   |          | 鄉議局           | 新增界別。                                     |